# 蒋蓉

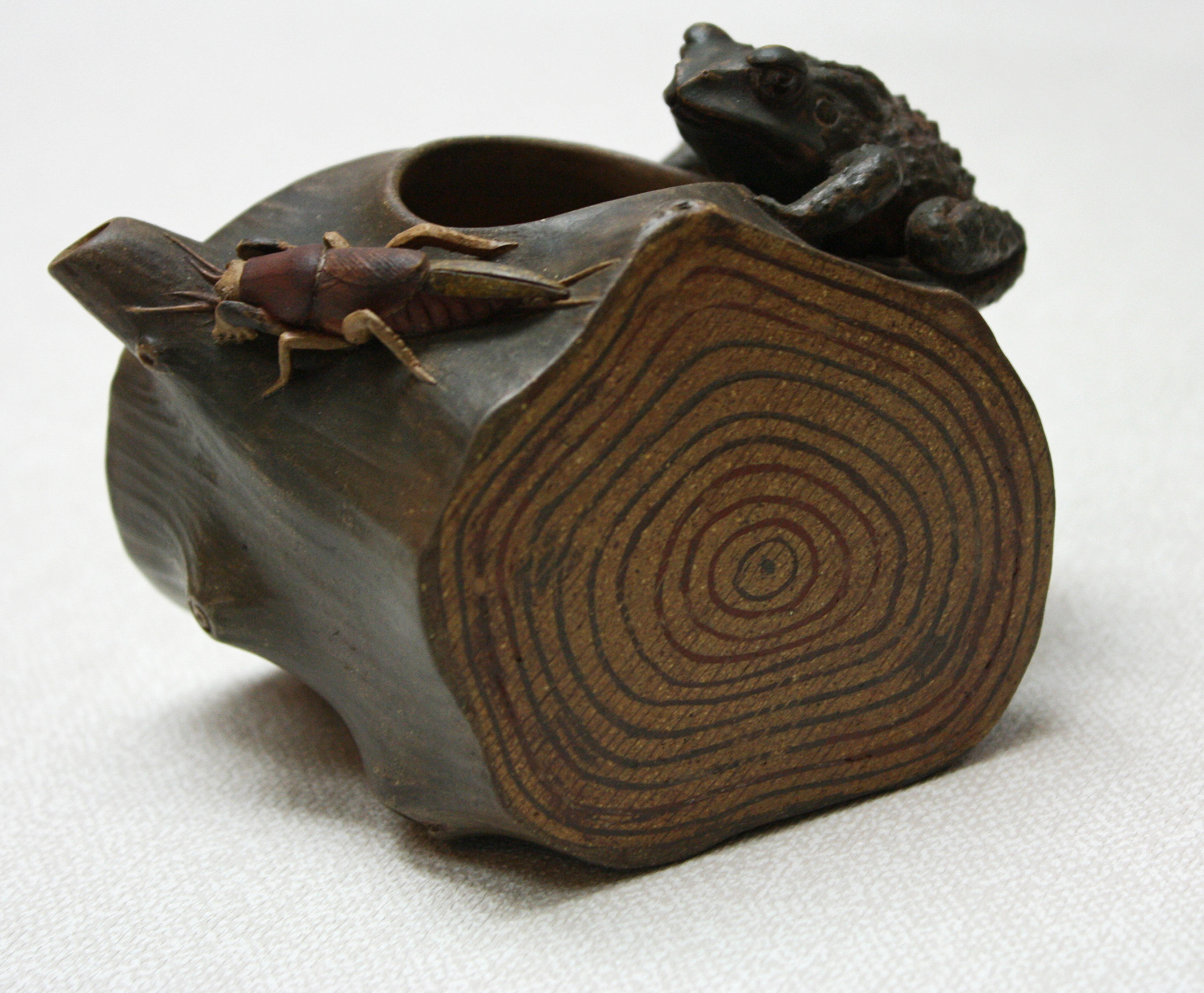
蒋蓉制蛤蟆捕虫水盂（香港茶具文物館藏）

蒋蓉（1919年—2008年2月19日），别号林凤，江苏宜兴人，紫砂壶名家、中国工艺美术大师。

## 生平
蒋蓉出生于宜兴一个陶艺世家，父亲蒋宏泉、母亲周秀宝皆以制陶为生。11岁起随父母学艺。1940年赴上海，与伯父蒋宏高一同制作仿古紫砂作品。1941年，任上海标准陶瓷公司紫砂工艺辅导员。后回到家乡继续从事紫砂制作。
中华人民共和国成立后，蒋蓉当选宜兴县人民代表。1955年参加蜀山陶业生产合作社（宜兴紫砂工艺厂前身）。1956年，被江苏省人民政府任命为七位技术辅导员之一，即后来人称“紫砂七老”。她也是紫砂七老中唯一的女艺人。其所收弟子包括汪寅仙、高丽君、鲍月兔、范永良、高建芳、徐兰君、钱和生、张建中、蒋兴宜、钱雪梅、钱建生等。
蒋蓉于1982年被评为工艺美术师。1987年加入中国共产党。1989年获评高级工艺美术师，并出任中国工艺美术协会会员、江苏省工艺美术学会名誉理事。1993年，被授予“中国工艺美术大师”称号。2006年，江苏省文化厅指定她为首批非物质文化遗产代表性传承人。同年，获中国工艺美术学会授予的“中国工艺美术终身成就奖”。2008年2月19日因病去世，终年90岁。